# Phân ngành Sáu chân
Phân ngành Sáu chân (danh pháp khoa học: Hexapoda, từ tiếng Hy Lạp có nghĩa là 6 chân) là một phân ngành động vật thuộc ngành Động vật Chân khớp, bao gồm các loài côn trùng và 3 nhóm nhỏ gồm các loài chân khớp giống như côn trùng và không có cánh là Collembola, Protura, và Diplura (cả ba nhóm này từng được xem là côn trùng).
Chúng đôi khi được gộp cùng Myriapoda, tạo thành nhóm gọi là Uniramia hay Atelocerata. tuy nhiên các bằng chứng gen gần đây cho thấy dường như quan hệ họ hàng giữa động vật sáu chân và động vật giáp xác là gần hơn.
Hexapoda được đặt tên như vậy là do đặc trưng khác biệt nhất của chúng: Phần ngực hợp nhất với 3 đôi chân (6 chân). Phần lớn các loài chân khớp trong các nhóm khác đều có hơn 3 cặp chân.

## Tiến hóa và quan hệ họ hàng
Phân tích phân tử gợi ý rằng Hexapoda đã rẽ nhánh ra khỏi nhóm chị em của nó là Anostraca vào khoảng đầu kỷ Silur (440 Ma) - trùng với sự xuất hiện của thực vật có mạch trên cạn.
Biểu đồ vẽ theo Kjer et al. (2016):

|  | Collembola |
|  |            |
|  | Protura    |
|  |            |

|  | Archaeognatha                                           |
|  |                                                         |
|  | \| \| Zygentoma \| \| \| \| \| \| Pterygota \| \| \| \| |
|  |                                                         |
|  | Zygentoma                                               |
|  |                                                         |
|  | Pterygota                                               |
|  |                                                         |

|  | Zygentoma |
|  |           |
|  | Pterygota |
|  |           |

|  | Archaeognatha                                           |
|  |                                                         |
|  | \| \| Zygentoma \| \| \| \| \| \| Pterygota \| \| \| \| |
|  |                                                         |
|  | Zygentoma                                               |
|  |                                                         |
|  | Pterygota                                               |
|  |                                                         |

|  | Zygentoma |
|  |           |
|  | Pterygota |
|  |           |

|  | Collembola |
|  |            |
|  | Protura    |
|  |            |

|  | Archaeognatha                                           |
|  |                                                         |
|  | \| \| Zygentoma \| \| \| \| \| \| Pterygota \| \| \| \| |
|  |                                                         |
|  | Zygentoma                                               |
|  |                                                         |
|  | Pterygota                                               |
|  |                                                         |

|  | Zygentoma |
|  |           |
|  | Pterygota |
|  |           |

|  | Archaeognatha                                           |
|  |                                                         |
|  | \| \| Zygentoma \| \| \| \| \| \| Pterygota \| \| \| \| |
|  |                                                         |
|  | Zygentoma                                               |
|  |                                                         |
|  | Pterygota                                               |
|  |                                                         |

|  | Zygentoma |
|  |           |
|  | Pterygota |
|  |           |